# .buy
.buy – internetowa domena najwyższego poziomu, przeznaczona dla serwisów związanych tematycznie z handlem, aukcjami internetowymi. Domena została zatwierdzona przez ICANN 18 grudnia 2014 roku. Dodana do serwerów głównych 23 grudnia 2014 roku.